# یاوور یاناکیف
یاوور یاناکیف (بلغاری: Явор Димитров Янакиев؛ زادهٔ ۳ ژوئن ۱۹۸۵) کشتی‌گیر اهل بلغارستان است.